# Loïc Le Marrec
Loïc Le Marrec (Rochefort, 1º marzo 1977) è un pallavolista francese.

## Palmarès

### Club
- Campionato francese: 3

1998-99, 2004-05, 2009-10
- Coppa di Francia: 3

2006-07, 2008-09, 2009-10